# Kasr Dajr Huwajt
Kasr Dajr Huwajt (arab. قصر دير حويت) – miejscowość w Syrii, w muhafazie Hama. W 2004 roku liczyła 1121 mieszkańców.